# Partido de Colón
Colón es uno de los 135 partidos que componen la provincia argentina de Buenos Aires.

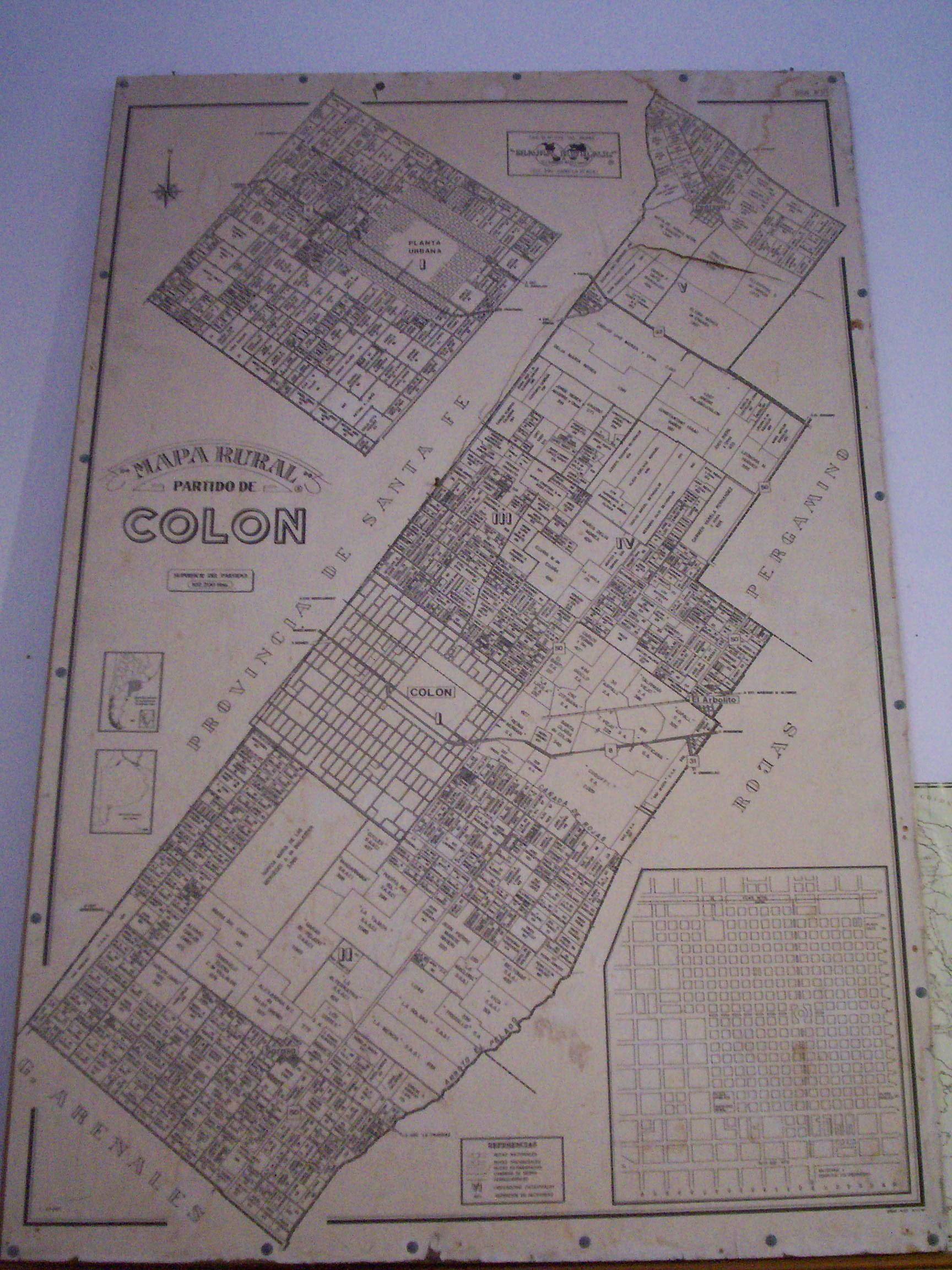
Antiguo mapa del partido de Colón.

## Historia
A fines del siglo XVIII se emplazó el Fortín Mercedes, en la margen derecha de la cañada de Rojas. En 1845 los soldados y sus familias evacuaron el lugar. En 1873 los vecinos solicitaron al gobierno provincial autorización para repoblar el asentamiento, la cual fue otorgada en 1875, pero los primeros loteos se dieron en 1881.
En 1895 fue constituido el primer gobierno municipal.

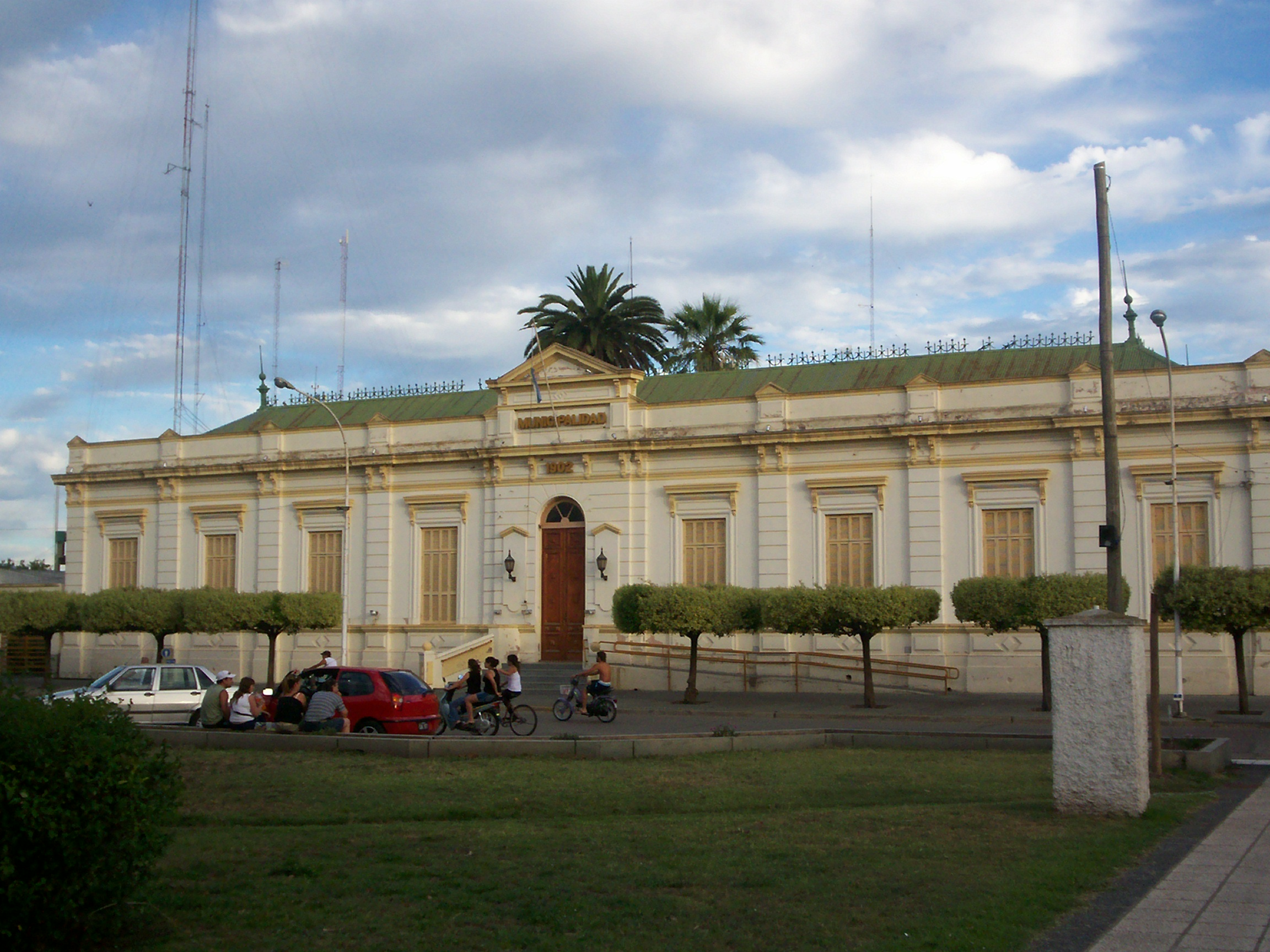
Edificio de la Municipalidad de Colón.

## Gobierno

### Intendentes municipales desde 1983
| Intendente              | Mandato                                           | Partido | Partido | Alianza | Alianza | Elecciones |
| ----------------------- | ------------------------------------------------- | ------- | ------- | ------- | ------- | ---------- |
| Rubén Oscar Díaz        | 10 de diciembre de 1983 - 10 de diciembre de 1987 |         | UCR     |         | —       | 1983       |
| Gerardo Alfredo Morales | 10 de diciembre de 1987 - 10 de diciembre de 1991 |         | UCR     | 1987    | —       |            |
| Oscar Alberto Centanni  | 10 de diciembre de 1991 - 10 de diciembre de 1995 |         | UCR     | 1991    | —       |            |
| Carlos Alberto Mazzieri | 10 de diciembre de 1995 - 10 de diciembre de 1999 |         | PJ      |         | FREJUFE | 1995       |
| Carlos Alberto Mazzieri | 10 de diciembre de 1999 - 16 de noviembre de 2001 |         | PJ      | CJ      | 1999    |            |
| Miguel Lavatelli        | 16 de noviembre de 2001 - 10 de diciembre de 2003 |         | PJ      | CJ      | 1999    |            |
| Ricardo Miguel Casi     | 10 de diciembre de 2003 - 10 de diciembre de 2007 |         | PJ      |         | —       | 2003       |
| Ricardo Miguel Casi     | 10 de diciembre de 2007 - 10 de diciembre de 2011 |         | PdV     |         | FPV     | 2007       |
| Ricardo Miguel Casi     | 10 de diciembre de 2011 - 10 de diciembre de 2015 |         | PJ      | 2011    | FPV     |            |
| Ricardo Miguel Casi     | 10 de diciembre de 2015 - 10 de diciembre de 2019 | 2015    | PJ      |         | FPV     |            |
| Ricardo Miguel Casi     | 10 de diciembre de 2019 - 10 de diciembre de 2023 |         | PJ      | FdT     | 2019    |            |
| Waldemar Giordano       | 10 de diciembre de 2023 - En el cargo             |         | LC      |         | UP      | 2023       |

1. ↑  Fue destituido por el Concejo Deliberante.
2. ↑  Asume como interino.

## Demografía

### Estructura
Según el censo 2022 la población total es de 27 504personas, repartidas en 14 139 mujeres y 13bsp;365 hombres, con un índice de masculinidad de 94,5 hombres por cada 100 mujeres. 
La edad mediana de la población es de 34 años (36 años entre las mujeres y 33 años entre los hombres).
El 14,3% de la población tiene más de 65 años (frente al 13,5 en 2010), y el 3,3% de la población tiene más de 80 años (frente al 3,6% en 2010)

### Salud y educación
El 67,0% de la población tiene al menos un tipo de cobertura de salud. 
Unas 8 454 personas asisten a algún tipo de establecimiento educativo de cualquier nivel y unas 2 869 personas tienen un título terciario o superior (16,1% sobre el total de la población instruida). La tasa de alfabetización es del 99,8

### Migraciones
De las personas residentes en el partido, unas 5 160 (18,7% del total de población) nacieron en otra provincia, y unas  388 (1,4% del total de población) lo hicieron fuera del país, siendo los grupos de inmigrantes más numerosos los provenientes de:
- Paraguay: 59 personas
- Venezuela: 41 personas
- Bolivia: 25 personas
- Chile: 21 personas
- Uruguay: 15 personas

### Hogares
En el partido hay un total de 10 878 viviendas  y 10 015 hogares. 
En cuanto al régimen de tenencia y regularidad de la propiedad de las viviendas, el 66,5% es propia, el 15,2% es alquilada, el 6,9% es cedida o prestada, y el resto se encuentra en otra situación.
Sobre el total de hogares, 8 189 (81,6% del total) tiene acceso a red pública de agua corriente, 7 382 (73,7% del total) tiene desagüe y descarga a red pública cloacal, 5 747 (57,3% del total) tiene acceso a red pública de gas, y 7 621 (76,1% del total) tiene acceso a red de internet en la vivienda. 
| Gráfica de evolución demográfica de Colón entre 1895 y 2022 |
|                                                             |
| Fuente: censos nacionales del INDEC                         |

## Región Productiva
- COPRONE: Corredor Productivo del Noroeste Bonaerense

## Localidades del partido
- Colón
- Pearson
- Sarasa
- El Arbolito (Villa Manuel Pomar)

## Educación
- Año: 2005
- Establecimientos: 41
- Comedores: 25
- Matrícula: 7.028
- Docentes: 743
- Fondo Mantenimiento: $ 221.168